# Jonathan Edwards (teolog)
Jonathan Edwards (5. října 1703 East Windsor – 22. března 1758 Princeton) byl severoamerický evangelikální teolog a filozof, duchovní kongregační církve v Massachusetts.

## Život
Jako sedmnáctiletý absolvoval Yale College a pak soukromě studoval teologii. V roce 1721 prožil duchovní obrácení, v němž, jak sám později řekl, „do jeho duše vstoupilo a celou ji proniklo vědomí slávy božského Bytí“. Šíření této slávy je motivem celého jeho kazatelského a teologického působení.
V červenci 1727 se oženil se Sárou Pierrepontovou. Měl početnou rodinu. Zemřel 22. března 1758 na následky očkování proti neštovicím.

## Velké probuzení
Po krátkém působení u presbyteriánů v New Yorku se stal profesorem na Yale College, ale většinu života (1726–1750) působil jako pastor kongregační církve v Northamptonu, který pod vlivem jeho kázání prožil dvě vlny duchovního obrození, známého jako Great Awakening (Velké probuzení). Probuzení bylo podpořeno příjezdem anglického misionáře George Whitefielda. Z té doby je známé například Edwardsovo kázání Hříšníci v rukou rozhněvaného Boha (Sinners in the Hands of an Angry God), které vyšlo i tiskem (1741).
Edwards obhajoval otroctví; za svého života vlastnil několik otroků.
Od roku 1750 působil jako misionář ve Stockbridge na hranicích indiánského území a psal četná pojednání, jimiž získal svůj teologický věhlas. V roce 1758 byl jmenován prezidentem na Princeton College, ale týden nato zemřel.

## Filozofie
Filozofické učení Jonathana Edwardse je v oblasti idealismu Berkeleye, Malebranche a cambridgeských platoniků. Nezávisle na Berkeleye došel Edwards k formuli esse est percipi. Na základě idealistického senzualismu dospěl Edwards k závěru o „realnosti všech věcí v Bohu“. Podle Edwardse pravá existence není vlastní ničemu kromě duchů; těla jsou, podle něho, pouze stíny duchů.
Spojitost mezi fyzickými a psychickými akty redukuje Edwards na spojení duše s jejími vlastními mody. Podle jeho slov „pravou substancí všech věcí je idea“. „Přesně řečeno, jedině duchové jsou substancí“. Duchové sami mu pak nejsou ničím jiným, než projevem „velkého prvopočátečného Ducha“. „Vesmír existuje jen v myšlenkách Boha.“. Nakonec pak Edwards mění každé poznání v poznání Boha. Ve svých pozdních pracích připisuje Edwards rozhodující význam mystické intuici.
V polovině XVIII. století se Edwardsovo učení v amerických kolejích velmi rozšířilo a stalo se vládnoucí oficiální filozofií amerického puritanismu.

## Dílo
- Hříšníci v rukou rozhněvaného Boha (1741)
- Vyprávění o překvapujícím obrácení (1736)
- Několik myšlenek o současném probuzení náboženství v Nové Anglii (1743)
- Pojednání o náboženských citech (1746)
- Pečlivé a přísné zkoumání převládajícího moderního názoru, že svobodná vůle má být podstatným etickým činitelem ctnosti a neřesti, odměny a trestu, chvály a obvinění (1754)
- Prvotní hřích (1758 – vydáno posmrtně)
- O povaze pravé ctnosti (1765 – vydáno posmrtně; česky 2007)